# 426. strelska divizija (ZSSR)
426. strelska divizija (izvirno rusko 426. стрелковая дивизия; kratica 426. SD) je bila strelska divizija Rdeče armade v času druge svetovne vojne.

## Zgodovina
Divizija je bila ustanovljena 11. decembra 1941 v Moskovskem vojaškem okrožju; 28. januarja 1942 so jo preimenovali v 147. strelsko divizijo.